# Skansen Läckö
Skansen Läckö är ett naturreservat i Lidköpings kommun i Västra Götalands län.
Reservatet avsattes 1976 och omfattar 7 hektar. Det ligger vid Ullersundet på väg ut mot Läckö slott just där bron passeras mellan Kålland och Kållandsö. Norr om denna ligger Skansen Läckö som är rester av en befästning från 1600-talet. Det uppfördes på order av Magnus Gabriel de la Gardie. En del spår av skansen finns kvar i form av vallar. Där i området växer ett 70-tal stora ekar. 
Reservatet skall vårdas så att den kulturhistoriska miljön och karaktären av levande kulturlandskap i möjligaste mån bevaras samtidigt som allmänheten genom lämpliga åtgärder skall beredas möjlighet till friluftsliv i detsamma.
Området ingår i EU:s ekologiska nätverk av skyddade områden, Natura 2000.